# Galeandra badia
Galeandra badia är en orkidéart som beskrevs av Leslie Andrew Garay och Gustavo Adolfo Romero. Galeandra badia ingår i släktet Galeandra och familjen orkidéer. Inga underarter finns listade i Catalogue of Life.